# 悪偶
『悪偶』（あぐう）は、中国の漫画家・一淳によるウェブコミック。同国の『テンセントアニメ』（騰訊動漫）にて連載中。
日本のアニメ制作会社・スタジオディーンによりアニメ化され、2018年7月より放送・配信開始。『霊剣山』に続き、テンセントとスタジオディーンによる合作プロジェクト「テンセント×スタジオディーンアニメプロジェクト」の第2弾である。

## あらすじ
余人では到底敵わない別次元の知識や才能を有する「天才」たち。それは天性のものであり、努力して得られるものではないはずだった。
しかし、「悪偶」と呼ばれる人形を持てば、それだけで常人でも瞬時に天才となれるのだ。
平凡な才能しか持たないダンサーの少女・愛は、親友・町とのダンサーとしての才能を見せつけられて落ち込んでいたが、ひょんな事から彼女の才能が悪偶によるものだと知ってしまう。その後、町は悪偶を作る裁縫師・クリスティ・ロスとなってしまい、愛は町を救うべく救済者となる。

## 用語解説
悪偶（あぐう）
裁縫師が造る、後天的に天才的能力を得られる人形状の呪具。
その正体は、先天的天才たちが裁縫師の秘儀により手の平ほどの大きさにまで縮まった姿。つまり「天才」そのものである。全身の骨を砕かれ、血を抜かれているが、不死の術によって生命は維持されている、いわゆるゾンビである。全身を糸で縫われており、会話すら出来ない。体内に縫い込むと、誰でも天才になれる。才能によって様々な型がある。
ミューズ型・悪偶
芸能の才能を持つ悪偶。
ヘルメス型・悪偶
商売の才能を持つ悪偶。
エウテルペー型・悪偶
音楽の才能を持つ悪偶。
ヘラクレス型・悪偶
怪力の才能を持つ悪偶。
裁縫師（さいほうし）
邪悪な術を使う魔術師。
天才を拉致して、悪偶を作り出す。裁縫師協会のコースを修了すると、裁縫師になれる。初級から高級までいる。
救済者（きゅうさいしゃ）
悪偶を開放する為に旅をする者。道法という独自の術を使う。

## 登場人物

### 救済者側
愛（あい）
声 - 芝崎典子
本作の主人公（16才）。
明るく勇敢な性格だが、純粋な故に人の話を簡単に信じやすい。読書をする時など衆人環視の中であっても無意識のうちにバレエのポーズをとってしまうという悪癖がある。華やかなバレエダンサーを目指し、練習に明け暮れるものの、才能に恵まれずパッとしない日々を送っている。
町の才能の秘密を知ったことがきっかけで、裁縫者と救済者の戦いに巻き込まれていく。
羅正（らしょう）
声 - 高木渉
「救済者」が集まった組織「救済者兄弟会」の140代目伝道師（81才）。
実直だが、少々頑固。特技は囲碁。
羅布（らふ）
声 - 柴崎哲志
羅正の孫である少年（15才）。羅正を尊敬している。
正義感は強いが、感情的になりやすく、暴力的な手段による解決を行うことがあり、羅正に叱られる事もある。
第5話では、羅正によって道法を封じられ、再修業を命じられる。

### 裁縫師側
町（まち）/ クリスティ・ロス
声 - 松井恵理子
愛の親友で、ダンサーの少女（16才）。
愛には優しかったが、虚栄心があり用心深い。愛とは対象的に華やかなスポットライトを浴びるが、その才能は悪偶を保有することで得られたものであった。
当初はバレエダンサーの才能を持つ悪偶を3体所持していたが、愛を舞台に立たせようと、うち1体を愛へ移植するべく悪偶マーケットへ愛を同行させるが、拒否された上に、その施術中に羅正と羅布が乱入、その際に羅布が放った炎に焼かれて全身に重度の火傷を負う。全焼したマーケットからエルバドによって放火犯の情報を得るために連れ去られるが、拷問中でも途切れない愛に対する憎悪から裁縫師としての才能を見出されたことで、新たに不老不死・美貌・吸血鬼の悪偶を縫い込まれ、裁縫師・クリスティ・ロスとして生まれ変わる。
厄爾巴東（エルバト）
声 - 安元洋貴
裁縫師協会、裁縫師技術研究会・主席の大裁縫師。フランス出身。
800年以上生き続けていると自称する怪人で、その風貌は非常に怪しい。悪偶を手に入れるのが彼の人生の全てであり目的。そのためには非道徳的な手段であっても厭わない。詩が得意。
黄鶯鶯（おう いんいん）/ ヒルソン・ロック
声 - 矢部雅史
李純貞が頼りにする占星術師だが、実は初級裁縫師。悪偶の縛り術を得意とする。
李純貞に頭が良くなるペンダントを売る詐欺を行っていたが、羅布によって倒された。実は傀儡の術によって操られており、その時に本物の黄鶯鶯（女性）によって顔を整形されており、術が解けた際は自身の顔が変貌した事に絶望していた。
黄鶯鶯（本物）
声 - 水野理紗
初級裁縫師の女性。
偽物（男性）の黄鶯鶯を傀儡の術で操って隠れ蓑に利用していた。緑を基調とした服を着ている。城の様な建物に住んでおり、中には自身の容姿を模した無数の傀儡がいる。実家は代々、裁縫師の一族。
李白綿を悪偶の材料にしようとしたが、突如現れた李鋼に一目惚れしたことから、他の裁縫師を殺害。李白綿を裁縫師から守る為に協会を裏切り傀儡の術で彼の頭を悪くする代わりに李鋼を別れさせる取引をした。現在は李鋼と暮らしている。
錢·夏洛克（マネー・ジャーロック）
声 - 下山吉光
悪偶マーケットのオーナーで、自身も裁縫師。

### その他
李白綿（り はくめん）
声 - M・A・O
李純貞の息子。内向的な性格で、母・純貞に逆らえずにいる。
超人的な暗算力を持っていたが、3年前から成績が悪くなってしまう。実は悪偶や傀儡の術による才能ではなく、先天的天才であり、成績が悪くなったのは黄鶯鶯の術が原因だったが、これは裁縫師の追手から身を守る為だった。
李純貞（り じゅんてい）
声 - 井上喜久子
李白綿の母。夫・李鋼とは別れており、今は息子と二人暮らしのシングルマザー。
息子を立派な人物に育て上げる事を人生の至上命題としており、それは半ば強迫観念じみているので、他者とは時に激しく相対する。
李鋼（り こう）
声 - 木内秀信
李白綿の父。プロのバスケット選手。
息子を捕えようとした裁縫師を退治したところを黄鶯鶯に一目惚れされたことがきっかけで、息子を守る為、妻子と別れ、黄鶯鶯と同居する。
卡爾利奇（カルリチ）
声 - 内田彩
冤罪で留置所に収容された愛が出会った風変わりな少女。
桃色を基調としたワンピースが特徴。好物は、ドリアン。実家は裕福だが、その正体は不明。
黒曼（こくまん）
声 - 劉セイラ

## テレビアニメ
日本では『悪偶 -天才人形-』と題し、2018年7月から9月まで放送された。中国では検閲部門に配慮し、『天才玩偶』のタイトルで配信される。

### スタッフ
- 原作 - 一淳（テンセントアニメ連載）
- 監督 - ボブ白旗
- シリーズ構成 - 加藤結子
- キャラクターデザイン・総作画監督 - 河南正昭
- プロップデザイン - あおきまほ
- 美術監督 - 三宅昌和
- 色彩設計 - 桂木今里
- 撮影監督 - 川口正幸
- 編集 - 内田恵
- 音楽 - シバサキユウキ
- 音楽制作 - ドライブ
- 音響監督 - 郷田ほづみ
- 音響制作 - ダックスプロダクション
- 音響製作担当 - 何幸遥
- 日本語版録音スタジオ - スリーエススタジオ
- アニメーションプロデューサー - 大野雅義
- アニメーション制作協力 - マーヴィージャック
- アニメーション制作 - スタジオディーン
- 製作 - 騰訊動漫

### 主題歌
日本語版
オープニングテーマ「prima dynamis」(プリマ デュナミス)
作詞 - 華憐 / 作曲 - Gaku / 編曲 - Gaku、Denkare / 歌 - 電気式華憐音楽集団
エンディングテーマ「ツギハギ」
作詞 - ハラユカ。 / 作曲・編曲 - シバサキユウキ / 歌 - 芝崎典子
中国語版
オープニングテーマ「Mandala Night」
作詞 - 沈病嬌 / 作曲・編曲・ミキシング - erazedfx / 歌 - Kinoko蘑菇
エンディングテーマ「怜果」
作詞 - 咿哩哩 / 作曲・編曲 - HeartStrings / 歌 - Sawako砕花子

### 各話リスト
| 話数   | 副題 中国語副題                             | 脚本                     | 絵コンテ | 演出     | 作画監督                                                     |
| ------ | ------------------------------------------- | ------------------------ | -------- | -------- | ------------------------------------------------------------ |
| 第1曲  | 序曲                                        | 加藤結子                 | ボブ白旗 | 藤代和也 | 柳野龍男 あおきまほ 鰐淵和彦 山田雄一郎 飯飼一幸 都竹隆治    |
| 第2曲  | 亡者の国へ 去往亡者之国                     | 加藤結子 重田善文        | ボブ白旗 | 村上勉   | 飯飼一幸 櫻井拓郎 都竹隆治 あおきまほ                        |
| 第3曲  | すれ違いのデュエット 擦身而过的双人舞       | 重田善文                 | 鈴木幸雄 | 秦義人   | 柳野龍男                                                     |
| 第4曲  | ある救済者のヴァリアシオン 某救赎者的变奏曲 | 重田善文 加藤結子        | 原英和   | 藤代和也 | 櫻井拓郎 山田雄一郎 飯飼一幸 服部益実                        |
| 第5曲  | 悲しみのアダージョ 悲伤的慢板               | 加藤結子 重田善文        | 添野恵   | 富野和之 | 柳野龍男 武志鵬                                              |
| 第6曲  | 眠れる城の情景 沉睡之城的情景               | 水月秋 加藤結子          | 西澤晋   | 北川正人 | 金海淑 飯飼一幸 桜井木ノ実                                   |
| 第7曲  | 雨だれのプレリュード 被雨打湿的前奏曲       | 加藤結子 水月秋 重田善文 | 柳瀬雄之 | 貞光紳也 | 伊藤悠太 海谷敏久                                            |
| 第8曲  | 色褪せぬセレナーデ 不褪色的小夜曲           | 重田善文 加藤結子        | 古賀一臣 | 古賀一臣 | 柳野龍男 あおきまほ                                          |
| 第9曲  | さよならのワルツ 分别的华尔兹               | 水月秋                   | 増田敏彦 | 藤代和也 | 服部益実 飯飼一幸 武志鵬                                     |
| 第10曲 | 戦いと狂乱の場 战斗与狂乱的场所             | 重田善文                 | 大槻敦   | 吉田俊司 | 服部益実 宇津木勇 山田雄一郎 飯飼一幸 櫻井拓郎 Min Hyeon Suk |
| 第11曲 | 邂逅のパ・ド・ドゥ 邂逅的双人舞             | 水月秋                   | 殿勝秀樹 | 殿勝秀樹 | 柳野龍男 あおきまほ 都竹隆治                                 |
| 第12曲 | 終曲 终曲                                   | 加藤結子                 | 大宙征基 | 藤代和也 | 河南正昭 武志鵬                                              |

### 放送局・配信
| 放送期間                | 放送時間                     | 放送局     | 対象地域 | 備考 |
| ----------------------- | ---------------------------- | ---------- | -------- | ---- |
| 2018年7月10日 - 9月25日 | 火曜 0:00 - 0:30（月曜深夜） | TOKYO MX   | 東京都   |      |
|                         |                              | サンテレビ | 兵庫県   |      |
|                         |                              | KBS京都    | 京都府   |      |
|                         |                              | BS11       | 日本全域 |      |

※ 放送前週の同時刻にはメインキャストの顔出し出演による事前番宣特番「放送直前SP 天才の作り方教えます」を放送。
| 配信開始日             | 配信開始(更新)時間     | 配信サイト       | 備考 |
| ---------------------- | ---------------------- | ---------------- | ---- |
| 2018年7月3日 - 9月18日 | 火曜 1:30 （月曜深夜） | GYAO!            |      |
|                        |                        | ビデオマーケット |      |
|                        |                        | DMM.com          |      |
|                        |                        | music.jp         |      |
|                        |                        | Rakuten TV       |      |

※このほか、下記サイトにて順次配信開始（順不同）。
ニコニコ生放送 / ニコニコチャンネル、dアニメストア、バンダイチャンネル、Hulu、U-NEXT、アニメ放題、J:COMオンデマンド 、KDDIビデオパス、milplus、アクトビラ